# Oswald Pirow

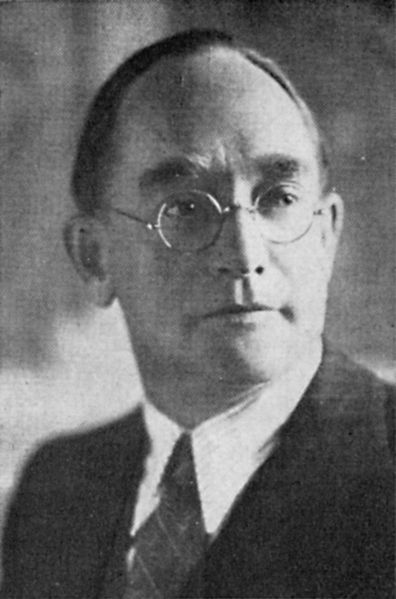
Oswald Pirow - południowoafrykański prawnik i polityk nacjonalistyczny.

Oswald Pirow (ur. 14 sierpnia 1890 w Prowincji Przylądkowej, zm. 11 października 1959 roku w Pretorii) – południowoafrykański prawnik i polityk nacjonalistyczny, w okresie międzywojennym minister sprawiedliwości (1929-1933) i obrony (1933-1939) Związku Południowej Afryki. 
Urodzony w rodzinie niemieckiego emigranta-misjonarza. Wszechstronnie wykształcony na uczelniach w Południowej Afryce, Anglii i w Niemczech. Deputowany do Parlamentu ZPA w latach 1924-1929 z ramienia Partii Narodowej. Następnie senator (1929-1943). W okresie pełnienia funkcji rządowych utrzymywał bliskie kontakty z państwami o ustrojach faszystowskich i narodowo-socjalistycznych. 
Zwolennik przeniesienia na grunt południowoafrykański rozwiązań ustrojowych faszyzmu, które zawarł w pamflecie zatytułowanym New Order. Postulował w nim likwidację ustroju demokratycznego i zastąpieniem go faszystowskim z supremacją białej rasy na czele. Poglądy Pirowa nie znalazły jednak szerszego uznania pośród afrykanerskich nacjonalistów. 
Po 1945 roku stopniowo marginalizowany, powrócił do zawodu prawnika, w tym prokuratora. Przez wiele lat był politycznym przyjacielem Sir Oswalda Mosleya. 
W 1956 roku wygłaszał mowę oskarżycielską przeciw politykom ANC w tzw. Treason Trial. Nelson Mandela, który był jednym z oskarżonych, podkreślał wysoką kulturę osobistą Pirowa i szacunek, z jakim odnosił się on do Afrykanów.
Na emeryturze pisał książki o dzikiej naturze oraz przygodowe dla chłopców. Zmarł na niewydolność serca. 
Zgodnie ze starogermańskim zwyczajem jego ciało zostało spopielone, a prochy umieszczone na terenie jego posiadłości w Valhalla Farm, położonej niedaleko Pilgrim's Nest. 

## Życie prywatne
W 1919 roku poślubił Else Piel. Para doczekała się czworga dzieci (dwie córki i dwóch synów).